# Klootschieten

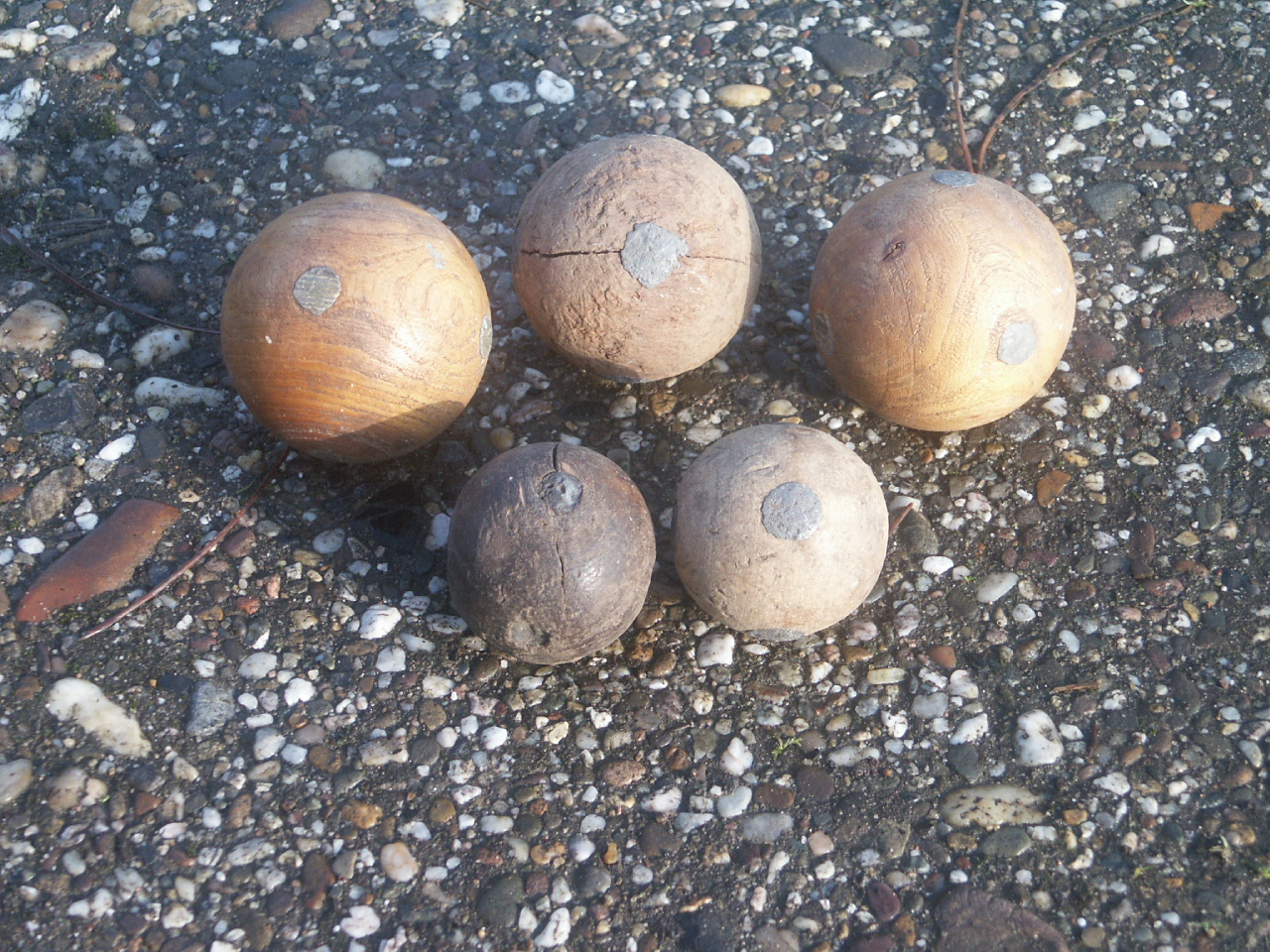
Verschillende maten werpkogels (kloten)

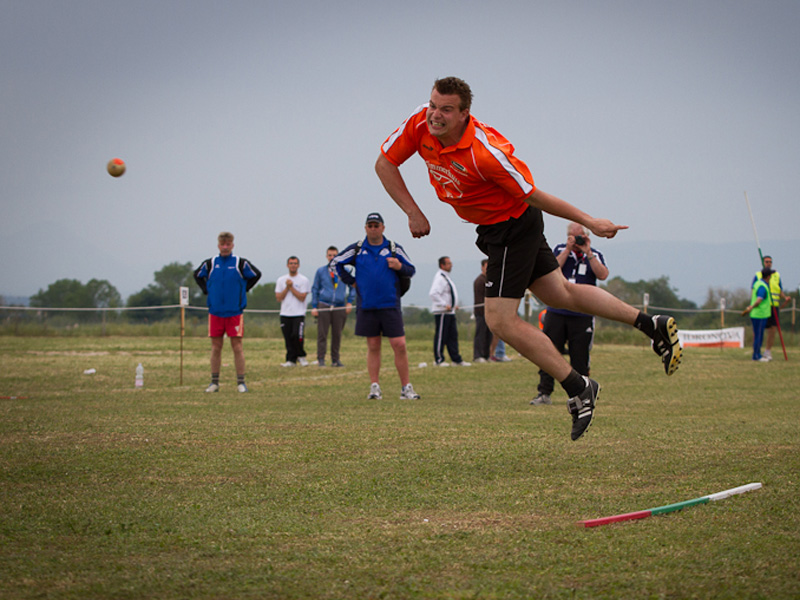
Klootschieter in actie op het onderdeel veld

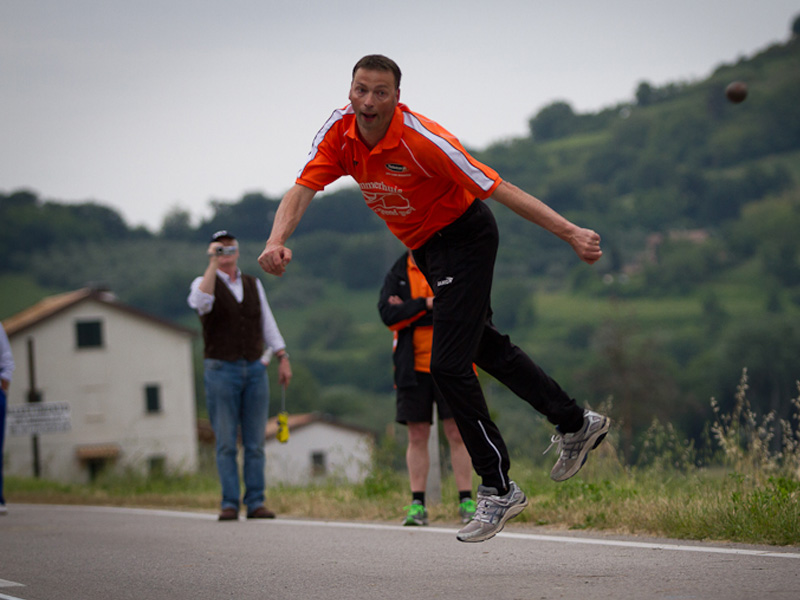
Klootschieter in actie op straat

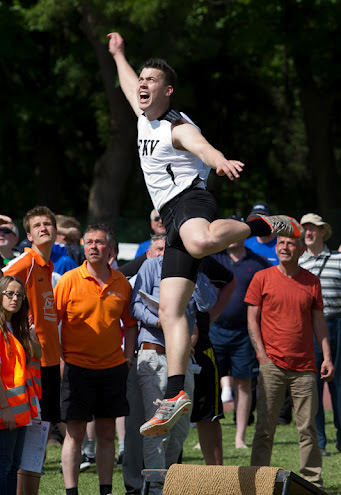
Onderdeel zetten

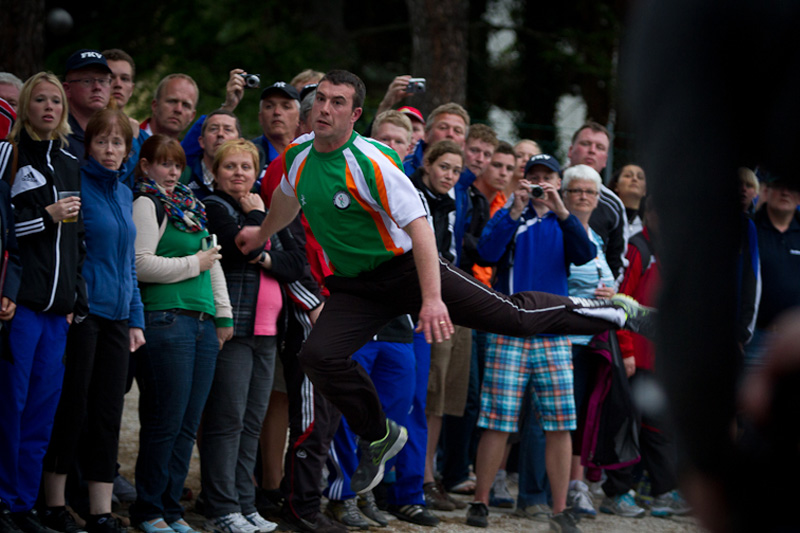
Straatwedstrijd tijdens de EK in 2012 in Pesaro

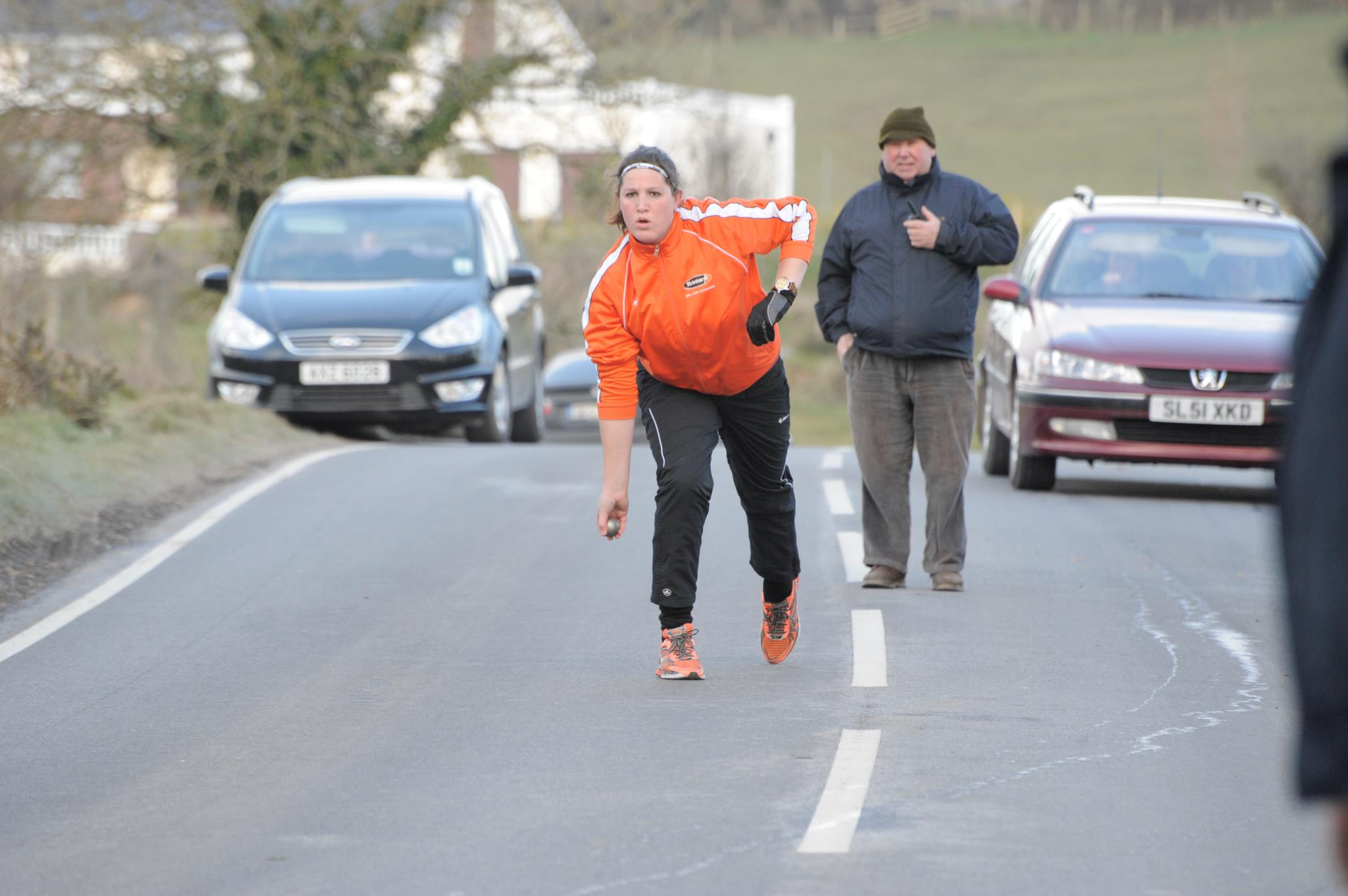
Road Bowling in Ierland

Klootschieten of kogelwerpen is een werpsport waarbij deelnemers, veelal opgedeeld in twee teams, proberen een met lood verzwaarde kogel (de kloot) onderhands zo ver mogelijk te werpen. In Nederland wordt dit volksspel vooral in Overijssel, Drenthe en de Achterhoek beoefend als georganiseerde sport. In de geschiedschrijving over Scheveningen wordt aangegeven dat in deze kustplaats in de 17e en 18e eeuw dit spel ook werd beoefend.
In meerdere steden en dorpen in Overijssel, Drenthe en de Achterhoek bestaan klootschieters- en kogelwerpverenigingen. De overkoepelende bond is de Nederlandse Klootschietbond, deze is aangesloten bij het NOC-NSF.

## Geschiedenis
Klootschieten wordt waarschijnlijk beoefend sinds de dertiende eeuw. In 1392 wordt in de Haarlemmerhout de eerste klootschietbaan aangelegd. Rond 1500 was de sport in heel Nederland populair. De sport heeft een lange traditie op het platteland van Twente. Historische vermeldingen van het klootschieten zijn bijvoorbeeld te vinden in het gemeentelijk archief van Nijverdal.
Voor wat betreft Scheveningen valt het te betwijfelen of men voor dit spel, zoals elders, een ijzeren of een met lood verzwaarde bal heeft gebruikt. De geschiedschrijver spreekt bij het benoemen van dit spel over het slaan met den bal of het klootschieten. Nu is het nauwelijks voor te stellen dat men met wat voor slaghout dan ook een dergelijke zware bal zou kunnen lanceren. Het balspel zal in het vissersdorp wel tot hinder hebben geleid aangezien aldaar op enig tijdstip door de Magistratuur een keur werd afgegeven. De inhoud van de keur luidde als volgt:
Interdeceeren en verbieden voorts den Burgeren ende Inwoonderen van den Dorpe van Scheveninge en alle anderen den bal niet te moogen slaan ofte cloot te schieten binnen den voorsz. Dorpe, door eenige lijnbaenen ofte thuijnen, van den Gasthuijs Boet af tot aan 't Huijs van de Jager ofte poort van Cornelis Pieterse, ende Kerckhof alle ende elck point vandien, op de boete van dertig stuivers.

## Hoofdonderdelen
Er bestaan drie hoofdonderdelen bij het klootschieten: veld, straat en zetten.

### Veld
Bij het onderdeel veld is het de bedoeling om, alleen of in teamverband, een bepaald parcours van gras en/of zand in zo weinig mogelijk worpen af te leggen. Het parcours bevat meestal bochten en kleine hoogteverschillen, waardoor het niet alleen van belang is hoe hard er gegooid wordt, maar ook waar er op de baan gegooid wordt.
Een andere mogelijkheid is om met een team van een vastgesteld aantal (vijf of zes personen) de wedstrijd te spelen met voor iedere werper een vast aantal worpen (bijvoorbeeld zes). Dit kan verdeeld worden in drie rondes van twee worpen per persoon of twee rondes van drie worpen per persoon, waarbij voor elke ronde een punt te behalen is. Een punt wordt verkregen wanneer de kogel na het vastgestelde aantal worpen verder ligt dan die van de tegenstander. De plaats van afworp wordt telkens weer aangegeven met een dunne lat, die in lengterichting op het veld gelegd wordt.
Op het veld wordt veelal gewerkt met keerpunten, dat wil zeggen dat wanneer de teams het keerpunt zijn gepasseerd er wordt gedraaid en men de andere kant opgaat. Dit draaien gebeurt 'gespiegeld', zodat het team dat voorligt ook voorblijft.
De veldkloot is een ronde bal van hout verzwaard met lood. De diameter van de kloot is meestal tussen de zeven en acht centimeter, maar deze kan afwijken al naargelang de voorkeur van de klootschieter. Er geldt een minimale diameter van vijf centimeter. Het gewicht van de kloot ligt tussen 250 en 950 gram.
Voor het werpen mag een korte aanloop genomen worden en de kloot mag met een halve of volledige draai van de arm, onderhands, weggeslingerd worden, waarbij de kloot beneden schouderhoogte wordt losgelaten

### Straat
Bij het onderdeel straat gelden ongeveer dezelfde regels als bij veld, alleen bestaat het parcours uit een gewone (verharde) weg en is de kloot zwaarder. Volgens de verkeerswetgeving is het verboden op de rijbaan te spelen, maar op rustige buitenwegen wordt het informele klootschieten over de straat oogluikend toegelaten. Voor de meer officiële evenementen kan men een vergunning aanvragen.
Belangrijk bij dit onderdeel is de kloot op het midden van de weg te houden, omdat de plattelandswegen meestal bolvormig zijn (de weg loopt af naar de zijkanten). Indien de kloot niet het midden van de weg houdt, rolt hij gauw van de weg en remt dan snel af in de berm of sloot.
Anders is dat als de weg een bocht maakt. Een behendige speler zal dan iets opzij van het midden werpen, zodat de kloot vanzelf de bocht volgt. Zelfs bij een flauwe S-bocht kan dit lukken: de kloot moet dan tussen de twee bochten over de rug van de weg rollen.
Groepen klootschieters hebben steeds een schepnet of een soort hark bij zich om de kloot uit de sloot te kunnen vissen. Raakt de kloot van de weg, dan mag hij ter hoogte van de plek waar de kloot stil komt te liggen terug op het wegdek gelegd worden om vanaf dat punt bij de volgende beurt verder te spelen.

### Zetten
Bij het zetten gaat het erom de kloot zover mogelijk door de lucht te gooien. Daarom zijn de (zet)kloten veel kleiner dan een normale baan- of straatkloot. De worp eindigt op het punt waar de kloot de grond raakt (dit in tegenstelling tot de veld- en straatvariant, waar de uitrol meetelt). Het wereldrecord staat op 105,60 meter en werd geworpen door Stefan Albarus (FKV, Friesische Klootschießer Verband).

## Internationaal

### Duitsland
In Duitsland staan varianten van deze sport bekend als kloatscheeten (Grafschaft Bentheim), boßeln (Noord-Duitsland), en klootschießen (algemeen).

### Ierland
Een Engelse naam voor de sport is road bowling. Deze variant wordt vooral beoefend in Ierland en wordt gespeeld met massieve ijzeren kogels met een omtrek van ongeveer achttien centimeter en een gewicht van bijna achthonderd gram. Elk jaar wordt er in Ierland gestreden om de titel King and Queen of the Roads. Dit toernooi wordt gehouden in de buurt van Cork. Ierland vaardigt de beste vier heren en de beste vier dames af voor dit toernooi, Nederland en Duitsland vaardigen de winnaars van de Champions Tour af. In de halve finale spelen drie personen tegen elkaar, de beste twee daarvan spelen de finale. De uiteindelijke winnaar is de sporter die het minst aantal worpen nodig heeft om de finishlijn te bereiken.

### Europese Kampioenschappen
Elke vier jaar worden de Europese Kampioenschappen Klootschieten georganiseerd. In 2012 trad Italië als gastland op. Voor Nederland namen zevenendertig klootschieters deel. Er werden in totaal zestien medailles gewonnen door het Nederlandse team, waarvan twee keer goud, zes keer zilver en acht keer brons. Silke Tulk uit Albergen won goud en zilver. Het Nederlandse damesteam wist voor het eerst in de historie de gouden medaille te winnen op het onderdeel veld.
Het Europese Kampioenschap 2016 werd gehouden in Nederland. Silke Tulk werd bij de dames Europees kampioen bij de onderdelen straat en veld, Renske Arens bij het onderdeel veld meisjes en Rob Scholten bij het onderdeel veld heren. Verder behaalden zowel de dames als de meisjes een eerste plaats in het ploegenklassement bij de onderdelen straat en veld.